# رباط پشتی پاشنه‌ای‌تاسی
رباط پشتی پاشنه‌ای‌تاسی (انگلیسی: Dorsal calcaneocuboid ligament) یک رباط نازک اما پهن است که از میان سطوح مجاور استخوان پاشنه و استخوان تاسی، روی سطح پشتی مفصل گذر می‌کند.